# Kimjŏngsuk
Kimjŏngsuk (kor. 김정숙군, Kimjŏngsuk-gun) – powiat w Korei Północnej, w prowincji Ryanggang. W 2008 roku liczył 42 618 mieszkańców. Graniczy z powiatami: Kimhyŏngjik na zachodzie, Samsu na wschodzie, z należącą do Chin prowincją Jilin na północy, a także z powiatami Rangnim (prowincja Chagang) i Pujŏn (prowincja Hamgyŏng Południowy) na południu. Powiat stosunkowo słabo zaludniony – aż 92% jego powierzchni zajmują lasy. Północną granicę powiatu wyznacza rzeka Jalu, zaś jego środkiem płynie uchodząca do niej rzeka Changjin-gang.

## Historia
Przed wyzwoleniem Korei spod okupacji japońskiej, tereny należące do powiatu wchodziły w skład powiatu Samsu. Jako samodzielna jednostka administracyjna powiat Kimjŏngsuk powstał w grudniu 1952 roku. Został utworzony z należących do powiatu Samsu miejscowości (kor. myŏn): Sinp'a, Jasŏ, Samsŏ i Hoin. Częścią prowincji Ryanggang stał się od razu po jej utworzeniu w październiku 1954 roku. Obecną nazwę powiat otrzymał dopiero w 1981 roku. Celem zmiany było uczczenie pamięci uchodzącej w propagandzie Korei Północnej za narodową bohaterkę Kim Dzong Suk – pierwszej żony Kim Ir Sena, matki Kim Dzong Ila i babki obecnego przywódcy tego kraju, Kim Dzong Una.

## Podział administracyjny powiatu
W skład powiatu wchodzą następujące jednostki administracyjne:
| Nazwa jednostki administracyjnej | Rodzaj jednostki administracyjnej | Chosŏn'gŭl   | Hancha       |
| -------------------------------- | --------------------------------- | ------------ | ------------ |
| Kimjŏngsuk-ŭp                    | miasteczko                        | 김정숙읍     | 金正淑邑     |
| Ryongha-rodongjagu               | dzielnica robotnicza              | 룡하로동자구 | 龍下勞動者區 |
| Sinhŭng-rodongjagu               | dzielnica robotnicza              | 신흥로동자구 | 新興勞動者區 |
| Sinsang-ri                       | wieś                              | 신상리       | 新上里       |
| Samp'o-ri                        | wieś                              | 삼포동리     | 三浦洞里     |
| P'ungyang-ri                     | wieś                              | 풍양리       | 豊陽里       |
| Sangdae-ri                       | wieś                              | 상대리       | 上大里       |
| Janghang-ri                      | wieś                              | 장항리       | 長項里       |
| Jasŏ-ri                          | wieś                              | 자서리       | 自西里       |
| Moksŏ-ri                         | wieś                              | 목서리       | 木西里       |
| Hwangch'ŏl-ri                    | wieś                              | 황철리       | 黃鐵里       |
| Kŏryong-ri                       | wieś                              | 거룡리       | 巨龍里       |
| Wŏntong-ri                       | wieś                              | 원동리       | 院洞里       |
| Hawŏndong-ri                     | wieś                              | 하원동리     | 下院洞里     |
| Ch'abo-ri                        | wieś                              | 차보리       | 車堡里       |
| Sŏngdong-ri                      | wieś                              | 성동리       | 城洞里       |
| Samsŏ-ri                         | wieś                              | 삼서리       | 三西里       |
| Songji-ri                        | wieś                              | 송지리       | 松芝里       |
| Jŏ'p'ung-ri                      | wieś                              | 저풍리       | 低豊里       |
| P'odŏk-ri                        | wieś                              | 포덕리       | 浦德里       |
| Toryong-ri                       | wieś                              | 도룡덕리     | 道龍德里     |
| T'aeyang-ri                      | wieś                              | 태양리       | 太陽里       |
| Sŏkp'yŏng-ri                     | wieś                              | 석평리       | 石坪里       |
| Kangha-ri                        | wieś                              | 강하리       | 江下里       |
| Songjŏn-ri                       | wieś                              | 송전리       | 松田里       |